# Societatea Academică Junimea
Societatea Academică Junimea a fost o societate a studenților români din Cernăuți, capitala Ducatului Bucovinei din Austro-Ungaria, urmașă a societății Arboroasa. Ea a funcționat între anii 1878 și 1938, existând atât în perioada în care orașul a aparținut statului austro-ungar, cât și în perioada în care orașul a aparținut României.

## Fondare și începuturi
Afiliată Universității din Cernăuți, Junimea a fost înființată la 7 decembrie 1878. Ea a dus mai departe idealurile patriotice proclamate de Arboroasa, pe care autoritățile o desființaseră în luna noiembrie a anului precedent. Aproape toți membrii societății desființate s-au alăturat Junimii. Conducerea inițială i-a inclus pe Dimitrie Onciul ca președinte și pe Ciprian Porumbescu ca secretar. Membrii purtau în mod obișnuit o panglică în culorile tricolorului românesc. Ei înălțau steagul la ocazii festive, precum și un însemn cu inscripția Vivat, crescat, floreat Junimea.
O adunare festivă a avut loc în ianuarie 1879, după care Junimea și-a început activitățile, care erau de natură culturală și patriotică, cu o atenție deosebită acordată istoriei culturale a românilor din Bucovina. Pe la sfârșitul anului 1880, societatea avea 39 de membri plini și 49 de susținători și se concentra pe purificarea limbii române pentru anul academic 1880–1881. Printre cei care i-au vizitat pe membri au fost Gheorghe Sion, Titu Maiorescu și Agatha Bârsescu. În 1884, Junimea a realizat o presiune puternică împotriva planurilor guvernului austriac de a muta universitatea la Brno.
Pe parcursul anilor '80 ai secolului al XIX-lea, membrii au susținut în mod activ cultura românească pusă în pericol de dominația străină și au propagat idealuri patriotice. Ei au organizat conferințe dedicate istoriei și literaturii naționale la orașe și sate, spectacole și serate muzicale, literare și teatrale, sărbători cu cântece populare și dansuri tradiționale, precum și comemorări ai eroilor naționali. Pe la anul 1900, membrii societății înălțau tricolorul la fiecare ocazie; au sărbătorit 300 de ani de la scurta unire a țărilor române de către Mihai Viteazul și au organizat o festivitate în cinstea lui Vasile Alecsandri, considerat „regele poeziei”. Ei au combătut activ cosmopolitismul imperiului, promovând în schimb mândria națională.

## Începutul secolului al XX-lea
La jubileul de 25 de ani al Junimii din 1904 au sosit oaspeții au sosit din Vechiul Regat Român, Transilvania, Banat și Crișana, precum și aromâni din Macedonia. Între timp, femeile locale au donat un tricolor pe care l-au cusut împreună. Celebrarea s-a întâmplat să coincidă cu comemorarea a 400 de ani de la moartea lui Ștefan cel Mare, iar conducătorii Junimii au fost selectați ca membri în comitetul de organizare a festivităților. Membrii se preocupau de bunăstarea economică a țăranilor și meșteșugarilor români din Bucovina și, mai ales după 1892, au contribuit la crearea de săli de lectură și de bănci cooperative în satele românești. Ei au adoptat, de asemenea, o poziție combativă împotriva autorităților, călătorind la Cluj în 1894 pentru a-i susține pe acuzații din procesul Memorandumului Transilvaniei, organizând o campanie în favoarea tricolorului în 1898–1899, protestând împotriva germanofiliei profesorilor din Cernăuți în 1900, alegându-l pe Nicolae Iorga ca membru de onoare în 1908, când i s-a interzis să intre în Bucovina.
Societatea a editat mai multe publicații: Tinerimea română, Junimea literară și Deșteptarea, precum și o serie de reviste satirice de scurtă durată. Manifestările organizate în 1908 cu prilejul celei de-a treizecea aniversări au adus o serie de intelectuali români proeminenți printre care Simion Mehedinți, Constantin Stere, Mihail Sadoveanu, Ștefan Octavian Iosif și Dimitrie Anghel, precum și delegați de la universitățile din București și Iași, ca și reprezentanți ai studenților români din alte provincii. Prin anul 1914, membrii societății mențineau relații cu societățile studențești românești din Viena, Graz, München, Budapesta, Berlin și Cracovia, precum și cu alte organizații culturale din Bucovina.
Activitatea Junimii a fost întreruptă după izbucnirea Primului Război Mondial. Implicarea în război a devenit repede clară pentru adepții săi: după asasinarea arhiducelui Franz Ferdinand, un membru a adus vestea și a exclamat: „acesta este un război de eliberare!”. Drapelul societății a fost adus la Academia Română din București. Jumătate din comitetul de conducere, inclusiv președintele Traian Popovici, a plecat imediat în Vechiul Regat, urmat curând și de alții. Mai mulți membri printre care Ion Grămadă au murit luptând în Armata Română. Alții, precum Ion Nistor și George Tofan, au făcut publică situația dificilă a românilor bucovineni, activând în diverse organizații culturale și contribuind la grăbirea intrării României în război, ceea ce s-a întâmplat în cele din urmă în august 1916.